# Ризопогоновые
Ризопогоновые (лат. Rhizopogonaceae) — семейство грибов порядка болетовые (Boletales).

## Описание
- Плодовые тела гастероидные, шаровидной или почти шаровидной формы, белого, красно-коричневого или чёрного цвета, у многих видов становятся зелёными, синими, коричневыми или чёрными при KOH. Глеба иногда сиреневеет, сереет или почти чернеет с йодом.
- Базидии цилиндрической или бутылковидной формы, обычно с 6—8 стеригмами. Споры распространяются пассивно, обычно тонкостенные, гладкие, узко-эллипсоидальной или цилиндрической формы, бесцветные или светло-коричневые, иногда амилоидные.

### Экология
Виды семейства ризопогоновых образуют микоризу с хвойными деревьями из семейства сосновых.

## Роды
В настоящее время в семейство ризопогоновых включают три рода:
- Fevansia Trappe & Castellano 2000
- Rhizopogon Fr. 1817 — Ризопогон
- Rhopalogaster J.R. Johnst. 1902